# 瀬尾敏明
瀬尾 敏明（せお・としあき、1949年 -　）は株式会社ソア代表取締役を務める日本の建築家。実業家。東京都建築士事務所協会渋谷支部支部長。一級建築士
栃木県大田原市生まれ。日本大学理工学部Ⅱ部建築学科中退。